# 여주 창리 삼층석탑
여주 창리 삼층석탑(驪州 倉里 三層石塔)은 경기도 여주시에 있는 고려시대의 삼층석탑이다. 1963년 1월 21일 대한민국의 보물 제91호로 지정되었다.

## 개요
원래 창리지역 과수원 안의 옛 절터에 있던 것을 1958년 현재의 터로 옮긴 것이다. 2단의 기단(基壇) 위에 3층의 탑신(塔身)을 올린 일반적인 형태이나 그 느낌이 독특하다.
아래기단의 4면에는 안상(眼象)이 2개씩 새겨져 있는데, 움푹한 무늬의 바닥선이 꽃모양처럼 솟아올라 있어 당시의 조각기법이 잘 드러나 있다. 기단을 마감하는 맨윗돌에는 엎드린 연꽃 모양의 조각을 둘러 놓았는데, 보기 드문 모습이다. 탑신은 독특한 수법으로 돌을 올려놓고 있다. 즉 1층의 몸돌만 하나의 돌을 사용하였고, 이후 지붕돌부터는 윗층의 몸돌과 하나로 이루어져 있어, 마치 모자 형태의 돌 3개를 얹어놓은 듯하다. 지붕돌 밑면의 받침은 3단이며, 추녀는 매우 두껍고 귀퉁이 끝의 들림도 희미하다.
각 부분의 재료가 두툼하여 전체적으로 높아 보이며, 아래기단의 안상이나 3단의 지붕돌 밑면받침 등에서 고려시대의 모습이 잘 나타나 있다. 조각수법도 엉성하고 몸돌과 지붕돌을 각 하나의 돌로 쌓는 등 간략한 모습들도 여기저기 보이고 있어 고려 중기 이후에 세워진 것으로 여겨진다.

## 현지 안내문
이 석탑은 본래 여주읍 내 과수원 안의 옛 절터에 있던 것을 1958년 현재의 터로 옮긴 것이다. 2단의 기단(基壇) 위에 3층의 탑신(塔身)을 올린 일반적인 형태이나 그 느낌이 독특하다.
아래기단의 4면에는 안상(眼象)이 2개씩 새겨져 있는데, 움푹한 무늬의 바닥선이 꽃모양처럼 솟아올라 있어 당시의 조각기법이 잘 드러나 있다. 기단을 마감하는 맨윗돌에는 엎드린 연꽃 모양의 조각을 둘러 놓았는데, 보기 드문 모습이다. 탑신은 독특한 수법으로 돌을 올려놓고 있다. 즉 1층의 몸돌만 하나의 돌을 사용하였고, 이후 지붕돌부터는 윗층의 몸돌과 하나로 이루어져 있어, 마치 모자 형태의 돌 3개를 얹어놓은 듯하다. 지붕돌 밑면의 받침은 3단이며, 추녀는 매우 두껍고 귀퉁이 끝의 들림도 희미하다.
각 부분의 재료가 두툼하여 전체적으로 높아 보이며, 아래기단의 안상이나 3단의 지붕돌 밑면받침 등에서 고려시대의 모습이 잘 나타나 있다. 조각수법도 엉성하고 몸돌과 지붕돌을 각 하나의 돌로 쌓는 등 간략한 모습들도 여기저기 보이고 있어 고려 중기 이후에 세워진 것으로 여겨진다.

## 갤러리

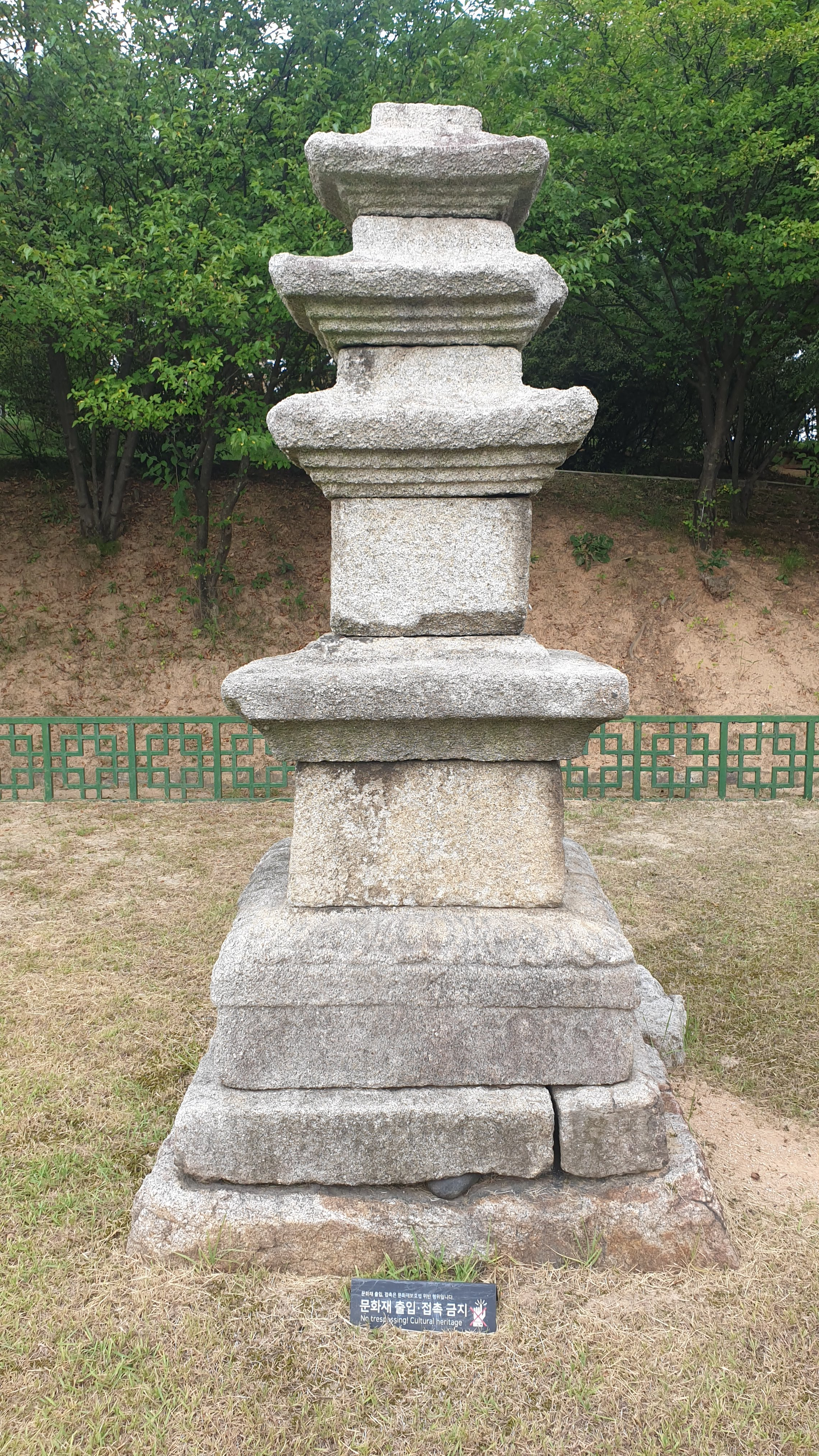
창리 삼층석탑 정면

## 같이 보기
- 삼층석탑

## 참고 자료
- 여주 창리 삼층석탑 - 국가유산청 국가유산포털